# Дзиов, Макс Русланович
Макс Русланович Дзиов (род. 9 августа 2001, Владикавказ, Россия) — российский футболист, защитник «Факела».

## Карьера
Начинал заниматься футболом в родном Владикавказе, а в 13 лет отправился в тольяттинскую Академию Коноплева. Выступал за молодёжный состав московского «Локомотива». Начинал свою профессиональную карьеру в клубе «Спартак-Владикавказ». В 2020 году перешёл в «Машук-КМВ». Летом 2021 года пополнил ряды «Ессентуков». Зимой 2022 года был на просмотре в эстонской «Нарве-Транс», однако, из-за ухудшения внешнеполитической обстановки вернулся в Россию и подписал контракт со ставропольским «Динамо». Перед началом сезона 2022/23 перешёл в армянский клуб «Вест Армения», с которым стал победителем Первой лиги. Дебютировал в элитном дивизионе 29 июля в матче против «Ширака» (2:4). В феврале 2024 года пополнил ряды клуба белорусской Высшей лиги «Динамо-Брест». Дебютировал в элитном дивизионе 15 марта в матче против «Ислочи» (1:1). В июле того же года вернулся в Россию и подписал контракт с «Факелом». В Премьер-Лиге дебютировал 4 августа в матче против «Краснодара» (0:0).
27 апреля 2025 года в матче 26-го тура чемпионата России получил тяжелейшую травму — перелом левой голени со смещением отломков.

## Достижения
- Победитель Первой лиги Армении: 2022/23